# Inishdooey
Inishdooey (iriska: Oileán Dúiche) är en ö i republiken Irland.   Den ligger i grevskapet County Donegal och provinsen Ulster, i den norra delen av landet, 240 km nordväst om huvudstaden Dublin. Arean är 0,69 kvadratkilometer.
Terrängen på Inishdooey är platt. Öns högsta punkt är 33 meter över havet. Den sträcker sig 1,4 kilometer i nord-sydlig riktning, och 0,7 kilometer i öst-västlig riktning.